# Róbert Harenčár
Róbert Harenčár, též Robert Harenčár (10. února 1931 Hliník nad Hronom – 14. července 2010), byl slovenský a československý politik Komunistické strany Slovenska, poslanec Slovenské národní rady a Sněmovny národů Federálního shromáždění na počátku normalizace, pak odstaven z politických funkcí. Po sametové revoluci v letech 1989–1990 bezpartijní poslanec Sněmovny lidu Federálního shromáždění.

## Biografie
V letech 1962–1970 se uvádí jako účastník zasedání Ústředního výboru Komunistické strany Slovenska, v roce 1968 i jako člen ÚV KSS. Po federalizaci Československa usedl v lednu 1969 do Sněmovny národů Federálního shromáždění. Nominovala ho Slovenska národní rada, v níž také zasedal. Ve federálním parlamentu setrval jen do prosince 1969, kdy ztratil poslanecký post v SNR a tudíž i ve FS.
Angažoval se v reformním hnutí během pražského jara, byl spojencem Alexandra Dubčeka. Po invazi vojsk Varšavské smlouvy do Československa ho Ústřední výbor Komunistické strany Československa zařadil na seznam „představitelů a exponentů pravice“. V té době je uváděn jako předseda slovenského Ústředního výboru Československého svazu mládeže. Po roce 1969 byl proto vytlačen z politických funkcí. Na několikátý pokus si našel práci v podniku Slovart v oddělení vývozu knih a gramofonových desek. Odtud byl ovšem v roce 1971 propuštěn a pracoval pak jako nižší úředník v organizaci ÚĽUV, pak ve Výrobním družstvě invalidů. Jeho syn emigroval do Švýcarska a později do USA.
Do politiky se vrátil po sametové revoluci. V rámci procesu kooptace nových poslanců se již v prosinci 1989 stal poslancem Sněmovny lidu Federálního shromáždění, nyní již jako bezpartijní poslanec. Zde setrval do prvních svobodných voleb v roce 1990.
Počátkem 90. let působil i jako náměstek ministra zahraničních věcí ČSFR a později jako slovenský velvyslanec na Ukrajině. Působil jako místopředseda Společnosti Alexandra Dubčeka. Od konce 90. let se angažoval v Církvi sjednocení (moonisté). Stal se prvním předsedou její Universal Peace Federation na Slovensku. V této funkci přivítal hlavu této církve Son-mjong Muna při jeho návštěvách na Slovensku. Od roku 1995 byl rovněž předsedou veteránského klubu slovenského stolního tenisu.
V roce 2008 přišel slovenský Ústav paměti národa s odhalením, podle kterého byl Harenčár nasazen Státní bezpečností na Alexandra Dubčeka během dob normalizace jako agent. Harenčár to popřel. Chodil prý pravidelně na výslechy na StB, ale na Dubčeka nedonášel a naopak s ním udržoval po celou dobu přátelské kontakty.